# Heteronchocotyle hypoprioni
Heteronchocotyle hypoprioni är en plattmaskart. Heteronchocotyle hypoprioni ingår i släktet Heteronchocotyle och familjen Hexabothriidae. Inga underarter finns listade i Catalogue of Life.